# Chust
Chust (ukrajinsky, rusínsky a rusky Хуст; rusínsky též Густ (Hust); maďarsky Huszt; v jidiš חוסט‎) je město na Ukrajině, ležící v okresu Chust, v Zakarpatské oblasti. Byl historicky druhým hlavním městem Podkarpatské Rusi a také státu Karpatská Ukrajina. Sídlí zde Chustská eparchie Ukrajinské pravoslavné církve.
V Chustu je administrativní centrum okresu Chust a administrativní centrum Chustské městské komunity (ukrajinsky Хустська міська громада).

## Poloha
Chust se rozkládá na soutoku řek Riky a Tisy, necelých 10 km severně od hranic s Rumunskem a cca 90 km jihovýchodně od oblastní metropole Užhorodu, k většině území Zakarpatské oblasti za tzv. Chustskými vraty, v Chustské kotlině. Město má dnes asi 32 tisíc obyvatel.

## Historie

### Nejstarší dějiny a středověk
První písemná zmínka o Chustu je z roku 1329, kdy dostal městská privilegia od tehdejšího krále Karla I. Roberta. Nejstarší dokument, který město Chust připomíná, je střežen v místním archivu a pochází z roku 1353. Zdejší hrad však byl postaven už v roce 1090 za uherského krále Ladislava na obranu proti Kumánům. Chránil rovněž obchodní stezky především k nalezištím soli u dnešního města Solotvyno (maďarsky Aknaszlatina), postaven byl ve strategické lokalitě. Hrad byl zničen při vpádu Mongolů do Uher a znovu vystavěn v roce 1318; podhradí se rozvíjelo ale až po odchodu Mongolů. Po nějakou dobu jej vlastnili valašští vévodové. Král Matyáš Korvín zde v roce 1458 věznil svého strýce Michaela Szilágyiho. Roku 1492 bylo město vyplněno. Za Dóžova povstání (1514) obsadili hrad místní poddaní.

### Novověk
V roce 1526 se oblast stala součástí autonomního Sedmihradska, roku 1546 však byla císařem Ferdinandem I. dobyta zpět. V souvislosti s reformací na území tehdejších Uher přešel v polovině století místní biskup i s celou svojí tehdejší farou pod reformovanou církev. Katoličtí věřící se museli modlit u kaplí, neboť jim byly bohoslužby v gotickém chrámu odepřeny.
Město zničili v roce 1594 Turci, hrad ale nedobyli. V roce 1657 na město a hrad zaútočiili Poláci. V roce 17. srpna 1703 se hrad vzdal kurucům a byla zde vyhlášena nezávislost Sedmihradska. Habsburkové jej v roce 1711 dobyli zpět. Tehdejší Chust navštívil i známý turecký cestovatel Evlija Čelebi, který si povšiml především místního hradu a srovnal jej s jinou tureckou pevností ("Pevnost Iskender").
Během Rákócziho povstání zde byla zřízena továrna na výrobu střelného prachu, která sloužila povstalcům.
Dne 3. července 1766 byl hrad zasažen bleskem a oheň jej vážně poškodil. Vzhledem k tomu, že se zde nacházelo skladiště munice, měl blesk ničivý dopad. Tehdejší rakouská císařovna Marie Terezie vyslala do Chustu výpravu pod vedením svého syna (budoucího císaře Josefa II.) Výprava zjistila, že pevnost je ve stavu, kdy by musela být znovu vystavěna. Následně padlo rozhodnutí přemístit vojenskou posádku do Mukačeva.
Při bouři v roce 1798 spadly i věže a od té doby je hrad v rozvalinách. Kámen začal být později používán jako dostupný stavební materiál pro nové úřední budovy nebo kostel. Během maďarizace bylo město v roce 1882 přejmenováno na Csebreny. Na mapách třetího vojenského mapování, které vznikly v 70. a 80. letech 19. století je patrný Chust jako sídlo bez organizované uliční sítě a jasného městského jádra. Tím se liší od řady dalších uherských měst své doby. Domy netvořily bloky; jednalo se o oddělené stavby, které měly vlastní zahrady nebo pole dále od hlavní cesty. Již sem byla zavedena železnice (v roce 1872), místní říčka Chustec ale nebyla ještě regulována. Patrný je chustský hrad, stejně jako opevněný gotický kostel.

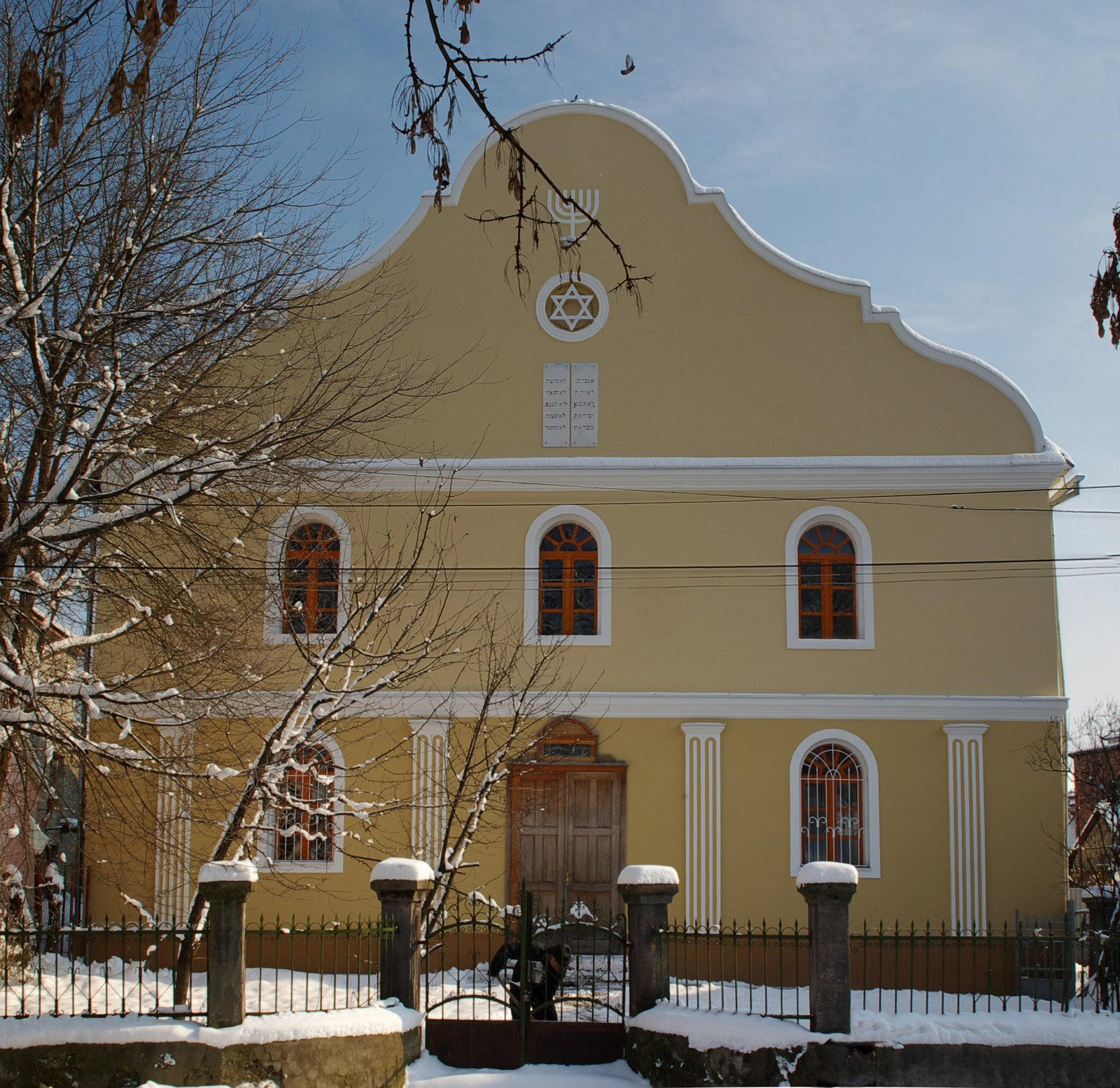
Synagoga

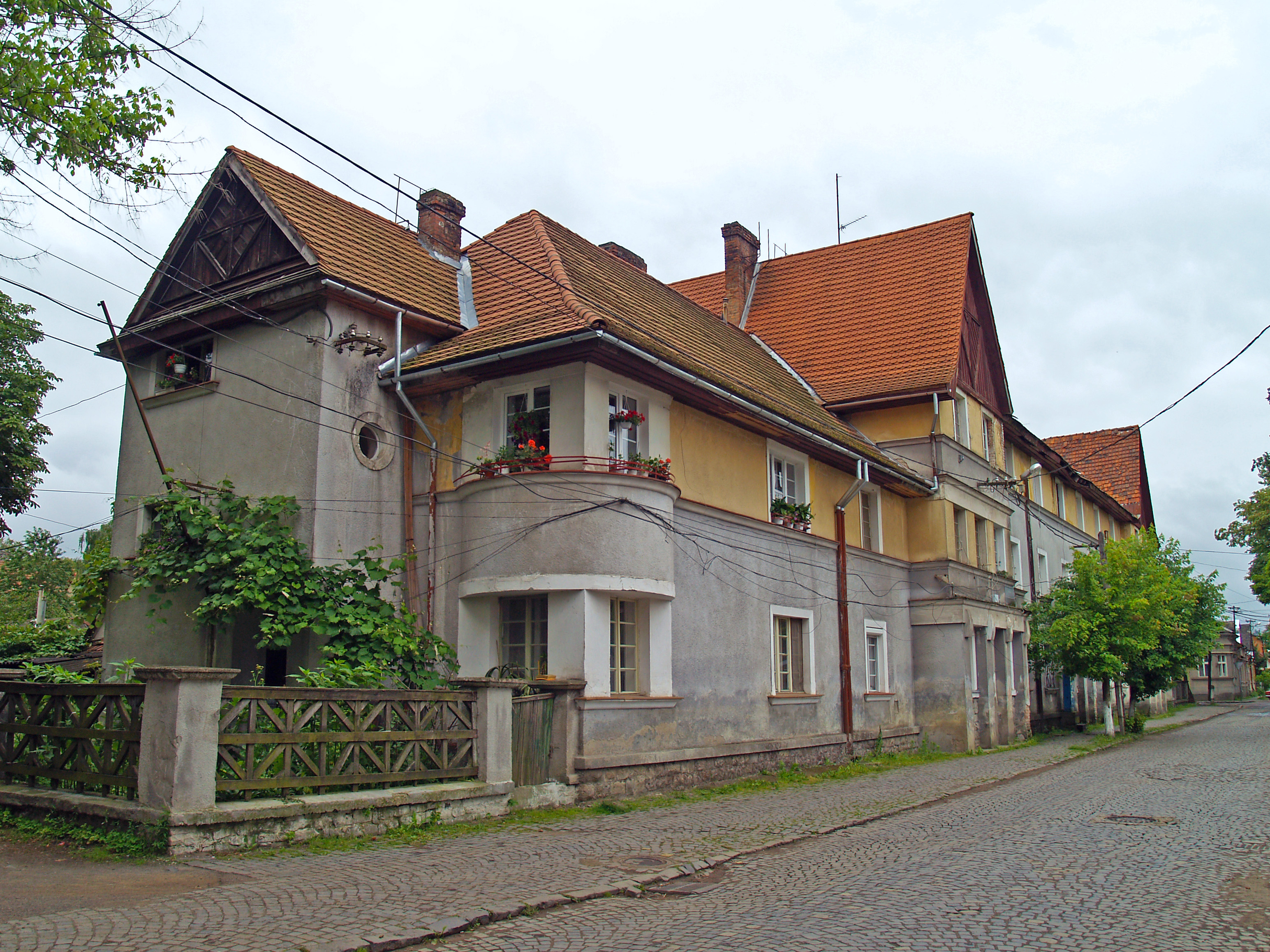
Dům v tzv. České čtvrti.

V roce 1868 zde rabín Moše Shick (1807–1879), rodák z Brezové pod Bradlom, založil ješivu (židovskou školu). Navštěvovalo ji přes 800 studentů a byla tak největší ve východní Evropě. Roku 1897 zde vznikla maďarsko-rusínská škola. Aktivní zde také byly židovské politické strany, např. Ahudat Izrael, stejně jako různé další židovské organizace. Nacházely se zde dva židovské hřbitovy; starý a nový.
Roku 1890 zde bylo napočítáno 6228 obyvatel.

### První polovina 20. století
V roce 1910 měl Chust 10 292 obyvatel, z toho 5 230 Rusínů, 3 505 Maďarů a 1 535 Němců. Do Trianonské smlouvy v roce 1920 patřil Uhersku. Administrativně byl sídlem vlastního okresu (maďarsky járás) a součástí maramurešské župy (maďarsky Máramaros megye). I když sem byla zavedena železnice, nedošlo k větší industrializaci sídla. Postaven byl pouze mlýn na zpracování dřeva a jedna cihelna. V regionu byl tehdy Chust známý především díky kožedělným výrobkům.
Během první světové války bylo ve městě přítomno větší množství rakousko-uherských vojáků vzhledem k rychlému postupu ruského vojska v Haliči a obavám z jejich průniku do Karpatské kotliny. V roce 1918 se zde nacházel zajatecký tábor, v němž byli internováni vojáci polských pomocných sborů. V chaosu, který nastal v Uhrách v souvislosti s koncem první světové války, město uchvátila Maďarská republika rad. Konal se zde také sjezd maďarských Rusínů, kteří odmítli vyslat své zástupce do parlamentu v Budapešti a kteří požadovali připojení regionu k vznikající Ukrajině. V létě 1919 nad Chustem převzalo kontrolu rumunské vojsko, ale podle Saint-Germainské smlouvy nakonec město připadlo Československu jako součást Podkarpatské Rusi. Československá armáda do města vstoupila v květnu 1920. V roce 1923 měl Chust 11 854 obyvatel. Do roku 1927 byl součástí Marmarošské župy, i v rámci 1. československé republiky.
Za první republiky bylo do města výrazně investováno. Prvními úkoly, které nový stát musel v tomto městě zajistit, byla výstavba dopravních komunikací (nebo jejich úprava) a dále vznik nemocnice, kterou zde zrealizoval Červený kříž. Jindřich Freiwald se o městě vyjádřil se slovy „V Chustu o 10000 obyvatelích není ani slušný hotel, ani restaurace, kavárna, divadlo či jiná slušná, větší místnost!“.
Postupně došlo k přeměně ekonomiky z agrární na agrárně-průmyslovou, vyrostla zde Česká kolonie (též známá jako Malá Praha, Masarykova kolonie). Tu sám Freiwald navrhl. Postaveny byly i další objekty, např. kolonie menších domků na severním okraji města a především i správní budovy, např. dnešní Budova městské rady, kde po roce 1938 sídlila dočasně zemská správa. Vznikl zde i Slovanský dům, který sloužil také jako kino. V roce 1921 zde bylo postaveno gymnázium (dnes školy č. 1 Augustina Vološina). Jen mezi lety 1926 až 1937 vzniklo okolo osmi set nových staveb.
Populace se téměř zdvojnásobila – zatímco v roce 1910 měl Chust přibližně deset tisíc obyvatel, v roce 1930 to bylo již 17 883 obyvatel, z toho 9301 Rusínů, 4537 Židů, 1490 Čechů a Slováků, 1383 Maďarů, 732 Němců a 368 cizozemců. Hranici 20 tisíc obyvatel Chust překročil v roce 1937. Jan Antonín Baťa ve své vizionářské knize Budujme stát pro 40 000 000 lidí plánoval výstavbu dálnice z Chebu a z Čech přes Moravu až do Chustu a Trebušan. Baťa zde také otevřel jeden ze svých obchodních domů; dalším významným objektem ze doby byl hotel Koruna s kapacitou čtyřiceti lůžek. Během 30. let však období rychlého rozvoje střídaly také různé krize, např. nepokoje dělníků a stávky, neboť bylo časté, že docházelo k zpožďování výplat mezd. Nepokoje muselo potlačovat československé četnictvo. Stalo se i to, že cizí letadlo rozsypalo nad územím města letáky v ruštině a ukrajinštině vyzývající, aby místní odmítli platit daně.
V závěru 20. let 20. století byl v Chustu vybudován také pravoslavný kostel (Blagověščenský). Stalo se tak nedlouho poté, co zde byla zřízena pravoslavná obec. Kostel byl dokončen roku 1929.
Ne vše se podařilo zrealizovat; kanalizační síť nebyla vybudována po celé období československé správy Chustu a její realizace měla být uskutečněna až v roce 1939.
Koncem 30. let 20. století byl v Chustu dislokován prapor Stráže obrany státu pod velením podplukovníka Antonína Zemana. Tento prapor měl ke dni 24. září 1938 448 mužů. Při bojovém nasazení proti záškodníkům a při ústupových bojích padlo 7 mužů tohoto praporu a dalších 9 mužů bylo zraněno.
Po první vídeňské arbitráži v roce 1938 se Chust stal hlavním městem Podkarpatské Rusi. Město bylo nicméně zcela izolováno od hlavních dopravních tahů ze zbytku Podkarpatské Rusi, neboť ty probíhaly přes město Mukačevo, nebo rovinatou krajinou při staré maďarské hranici a Československo o ně přišlo. Československá armáda se proto narychlo rozhodla o výstavbu nouzové silnice severněji položenou krajinou právě do Chustu. Bylo také nezbytné přestěhovat všechny zemské úřady a další organizace, přemístěno bylo např. i zemské divadlo Nová scéna. Předseda zemské vlády Vološin požadoval i přesun ukrajinské univerzity do Chustu z Prahy. Podkarpatská autonomní vláda zde připravovala první zasedání vlastního sněmu – Sojmu, které se mělo uskutečnit na začátku března 1939, nicméně prezident Hácha toto odmítl. Jednání se tak konalo až po vyhlášení nezávislosti Podkarpatské Rusi.
Dne 14. března 1939, v předvečer rozpadu Československa a okupace Čech a Moravy německými vojsky, právě v Chustu vyhlásil Augustin Vološin republiku s názvem Karpatská Ukrajina. Učiněno tak bylo v tělocvičně místního gymnázia. Nový stát rozhodl o ukrajinštině jako úředním jazyce a ustanovení Nové scény jako čistě ukrajinského divadla. Ještě předtím ale vypuklo v Chustu povstání, kdy příslušníci organizace Karpatská Síč vstoupili do bojů s československým vojskem. V noci z 13. na 14. března 1939 přepadlo cca 350 síčovců československý četnický pohotovostní oddíl, který se jim však ubránil. Německo avizovalo, že otevře v Chustu vlastní konzulát.

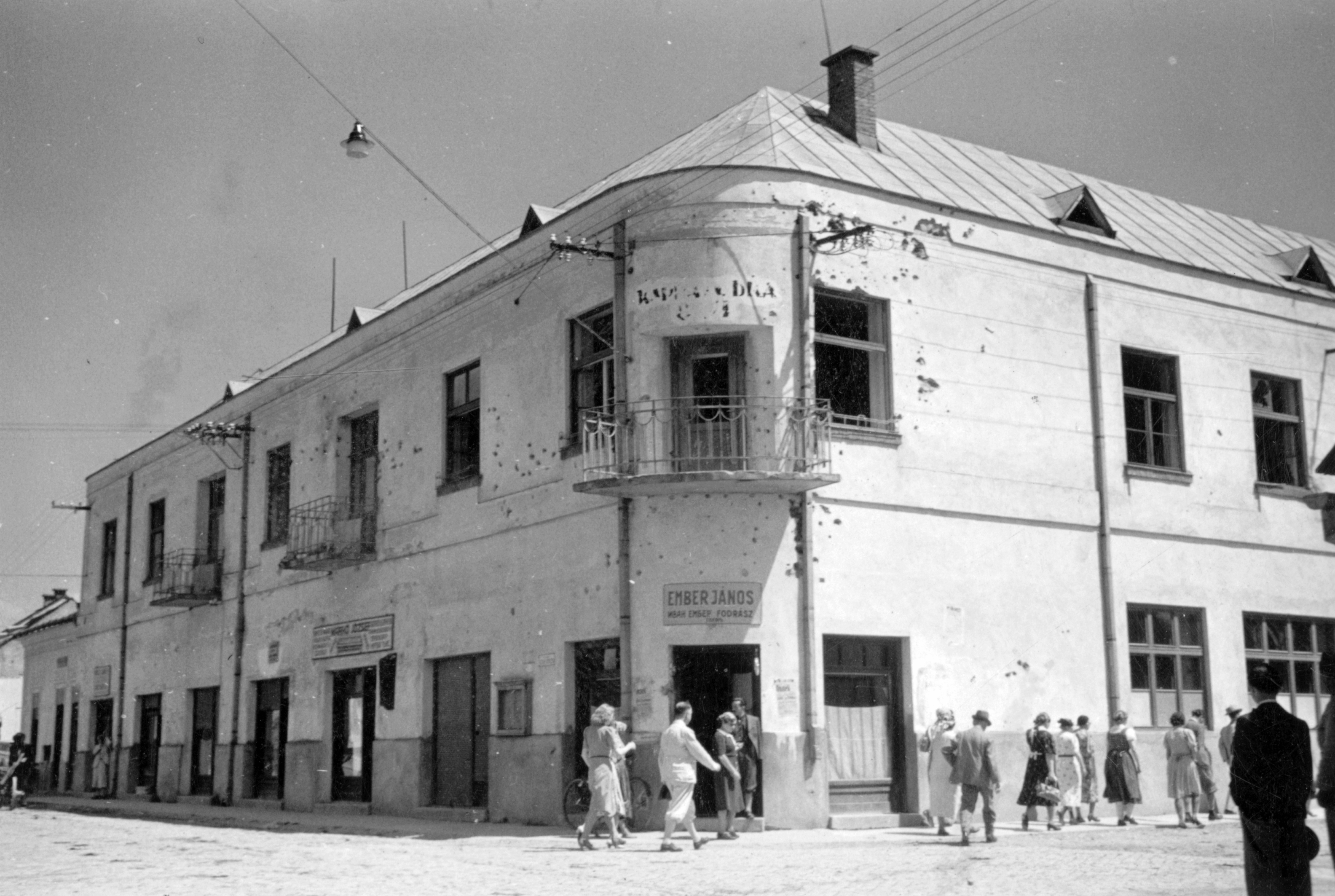
Chust po přestřelkách v roce 1939.

16. března 1939 bylo město nakonec obsazeno maďarskou armádou a začleněno pod Maďarské království. Armáda postupovala na bývalou Podkarpatskou Rus třemi směry, východní z nich přes Chust a dále na Jasiňu. Z administrativního hlediska se mělo stát součástí Maramuršské župy. K přestřelkám a bojům docházelo krátce potom ještě mezi ukrajinskými ozbrojenci (Karpatskou Síčí) a maďarskými jednotkami. Maďarům se nakonec podařilo město, stejně jako ostatní na území bývalé Podkarpatské Rusi pacifikovat.
V roce 1943 maďarská správa odhalila v Chustu památník hrdinů první světové války, který odhalil tehdejší maďarský premiér Miklós Kállay. V rámci Maďarska byl Chust oficiálně svobodným královským městem.
Bylo zde ustanoveno židovské ghetto, kam byli nahnáni příslušníci židovské menšiny. Bylo jedním z pěti na území bývalé Podkarpatské Rusi. Sedm z celkového počtu osmi synagog bylo zbořeno. Vzniklo v centru města a vymezeno bylo ulicemi Izňanska, Čerehy a Košuta.
V okolních Karpatech byli činní partyzáni, v roce 1943 zde např. působila stodesetičlenná skupina. Policejní a další složky maďarského státu zde pořádaly různé razie a zastřeleno bylo nemálo partyzánů. Dne 26. října 1944 byl Chust obsazen Rudou armádou. V této době zde nešla elektřina a vznikla zde lidová milice, která používala kriminální praktiky. Později se podílela na zajištění sovětské kontroly nad městem a vyhnání československých zástupců. Toto bylo formálně potvrzeno rozhodnutím z československé strany v lednu 1945. Město se stalo součástí Ukrajinské SSR. Již v listopadu bylo zahájeno vydávání nových regionálních novin a o rok později byl Chustu obnoven statut města.

### 2. polovina 20. století

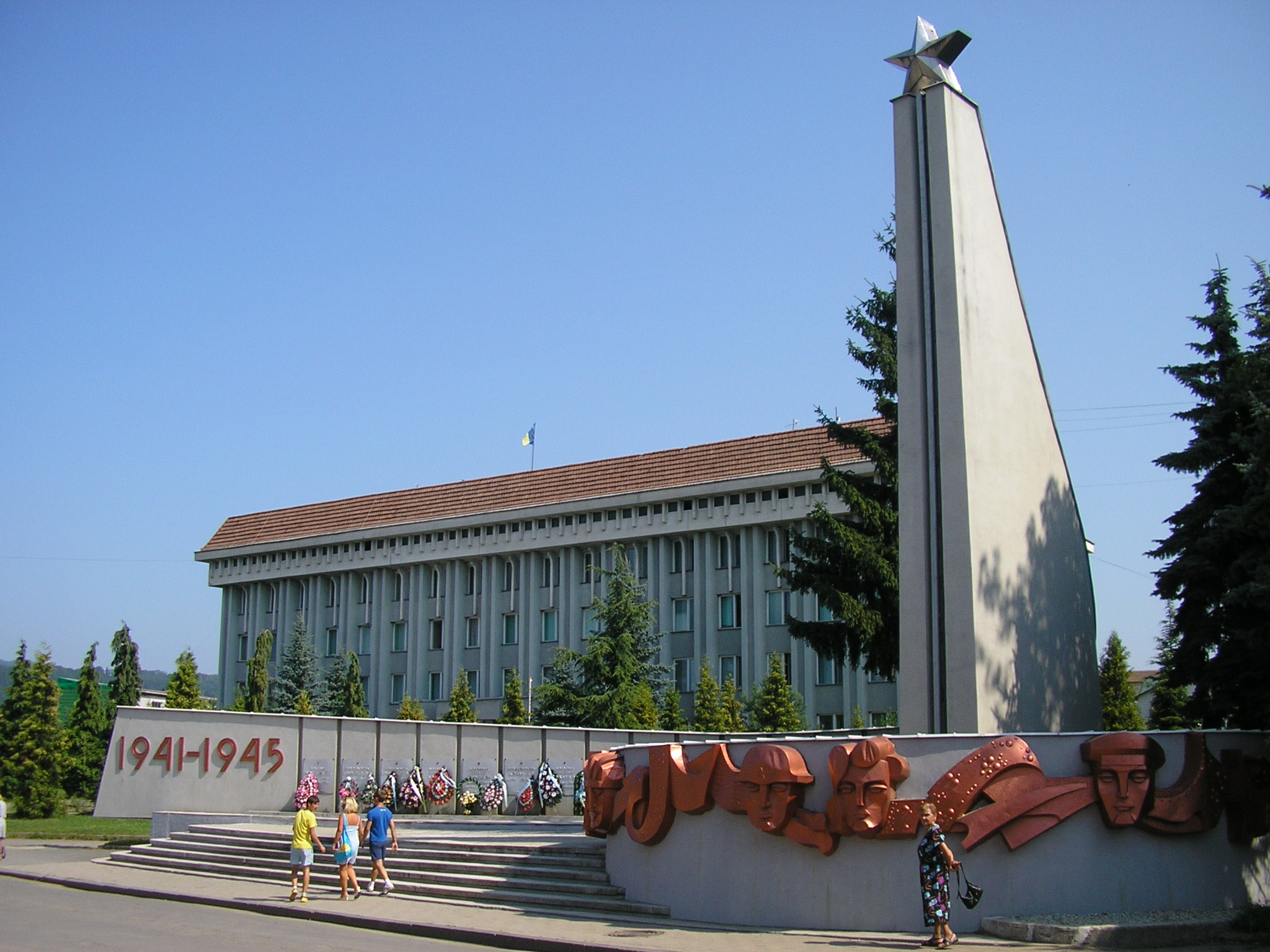
Památník Sovětské armádě, v roce 2022 odstraněn.

Po druhé světové válce připadl Chust Sovětskému svazu, stejně s celou bývalou Podkarpatskou Rusí. Byly zde ustanoveny nové organizace, např. technická škola v roce 1947. V období existence SSSR byly v Chustu vybudovány nové podniky, které poskytovaly práci mnoha místním obyvatelům, např. na nábytek, obuv, zpracování ropných produktů apod. Některé další závody, např. textilní podnik, spolupracovaly během období existence SSSR se zeměmi bývalého východního bloku, včetně NDR a také Československa, např. se společností Svit. V Chustu se také vyráběly ve velkém klobouky, neboť zde stál závod na zpracování plsti.
Nacházela se zde také elektrárna a velký dřevárenský závod. V 70. letech 20. století se dokonce uvažovalo o výstavbě jaderné elektrárny v prostoru poblíž Chustu, rozhodnutí ale nepadlo. Během sovětského období byla otevřena škola pro zdravotní sestry, dále potom škola lesních specialistů, knihovníků a dalších vzdělávacích institucí. Mezi lety 1945 až 1991 se počet obyvatel města postupně zvyšoval. V polovině 60. let 20. století přesáhl 25 tisíc a do roku 1991 překonal metu třiceti tisíc. Jediná synagoga, která přežila válku, fungovala během sovětské doby jako kino.
V roce 1991 se stal Chust součástí nezávislé Ukrajiny. V roce 1995 bylo rozhodnuto o privatizaci řady místních továren, např. textilního závodu a továrny Technomaš, dále závodu na výrobu stavebních hmot apod.

### Současnost
V roce 2010 rada města udělila čestné občanství Stepanu Banderovi a Romanovi Šuchevyčovi. V následujícím roce bylo rozhodnutí revokováno.
V souvislosti s ruskou invazí na Ukrajinu se rozhodla některá partnerská města zaslat městu Chust pomoc, například Žďár nad Sázavou zajistil i dva ojeté autobusy. Došlo také k derusifikaci některých místních názvů. V souvislosti s tím byla např. ulice Lva Tolstého pojmenována podle Borise Johnsona.

## Obyvatelstvo
V roce 2001 zde žilo 89,3 % Ukrajinců (včetně Rusínů), 5,4 % Maďarů, 3,7 % Rusů a 0,4 % Romů. Dle zjištěného jazyka byl ukrajinský zastoupen jako užívaný jazyk u 90,22 % obyvatel, následoval maďarský jazyk s 4,75 %, ruský s 4,09 % a romský s 0,4 %.
Historicky zde byli kromě Židů přítomni také Rumuni (v roce 1880 se jich v Rakousko-uherském sčítání lidu přihlásilo okolo 800). V posledním sovětském sčítání lidu z roku 1989 zde bylo spočítáno 31 287 obyvatel.

## Kultura a pamětihodnosti

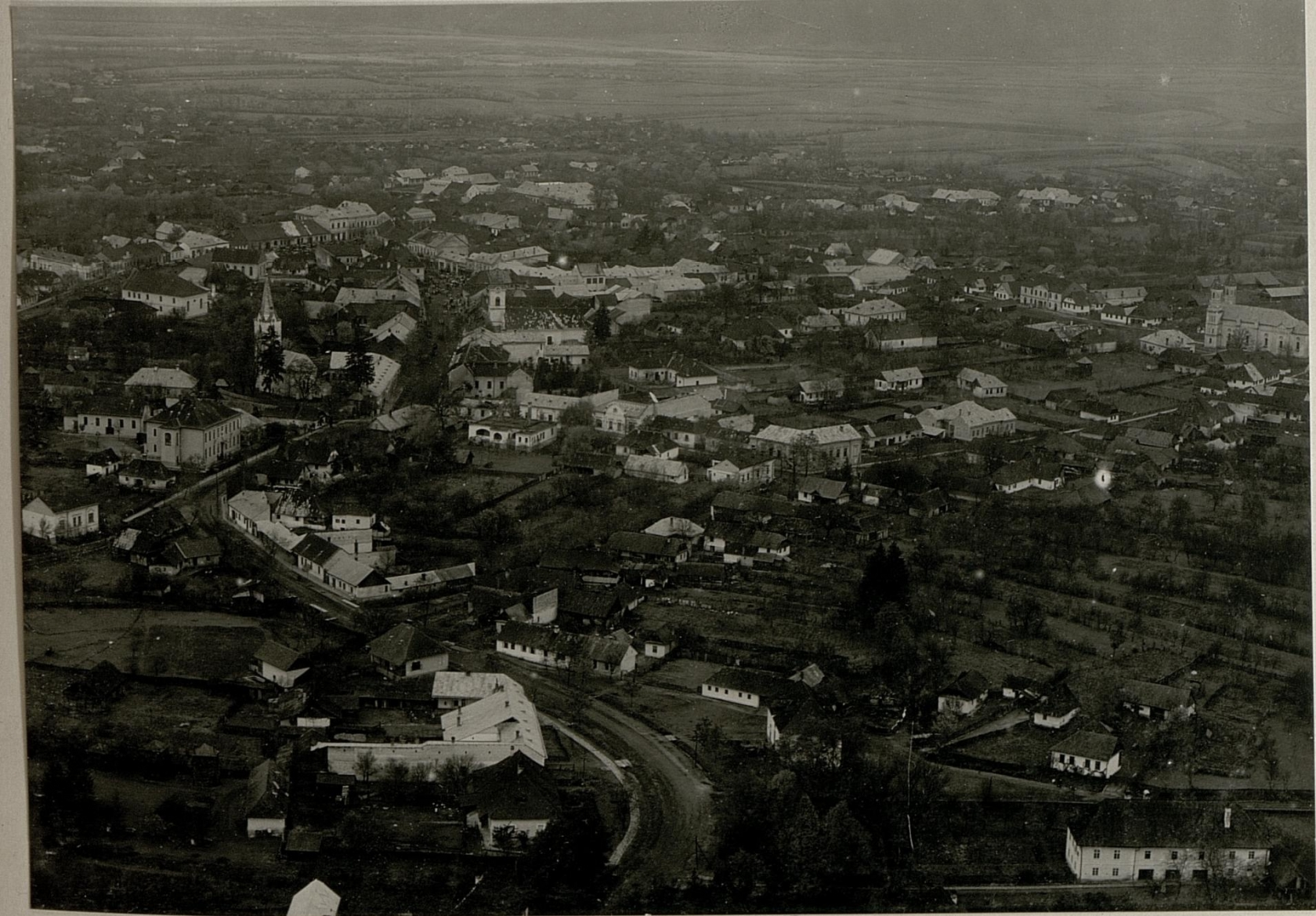
Chust v roce 1918.

V Chustu se nachází Vlastivědné muzeum (ukrajinsky Хустський краєзнавчий музей) s cca 2000 exponáty. V budově školy č. 1 se nachází také školní historické muzeum.
Na centrálním náměstí se nachází památník vojákům Rudé armády a partyzánům, kteří zemřeli během druhé světové války (v roce 2022 na něm byla pěticípá hvězda nahrazena křížem), dále potom antifašistickému básníkovi Dmitriji Vakarovovi a rusínskému národnímu buditeli Alexandru Duchnovičovi. Směrem na jih (k chustskému hradu) se nachází městský park s fontánou a dětským hřištěm. Nese název Hrdinů Majdanu.

### Pamětihodnosti
- Zřícenina hradu[52] Stojí na tzv. hradním kopci (prastaré sopce[16]), který zahrnuje ještě vyhlídkové místo a dále kostel a hřbitov.
- Opevněný kostel sv. Alžběty ze 13. století[53], nyní protestantský. Nachází se v samotném středu města. V jeho interiéru jsou nástěnné malby, které zobrazují různé významné postavy maďarských dějin, např. svatého Štěpána.[16]
- Barokní římskokatolický kostel sv. Anny z 18. století[53]
- Barokní řeckokatolický kostel Nanebevstoupení z 18. století
- Katedrální kostel sv. Cyrila a Metoděje Ukrajinské pravoslavné církve. (ukrajinsky Кафедральний собор Святих Рівноапостольних Кирила та Мефодія).
- Synagoga z konce 19. století[54]
- Česká, resp. Masarykova [55] kolonie (zahradní město) architekta Jindřicha Freiwalda z dvacátých let dvacátého století. Jednalo se o rozsáhlý obytný soubor pro úředníky ze západu republiky, ale bydlelo zde také vojsko.[16]
- Svjato-pantelejmonovský klášter severozápadně od středu města, u řeky Riky (ukrajinsky Свято-Пантелеймонівський чоловічий монастир).
- Nedaleko Chustu se nachází známé údolí narcisů (ukrajinsky Долина нарцисів).[53]

## Školství

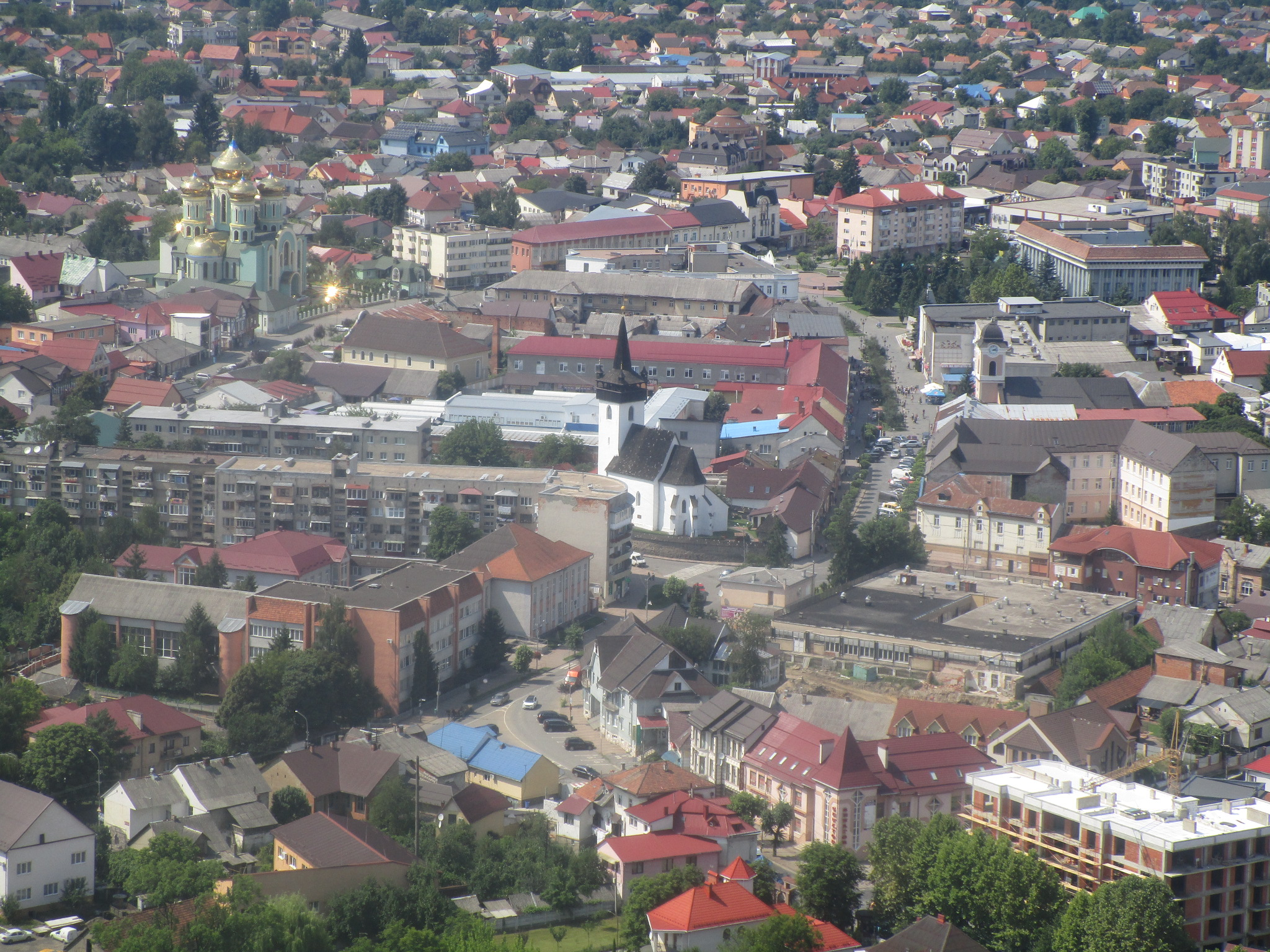
Letecký pohled na město.

V Chustu stojí celkem deset škol, včetně školy č. 1 Augustina Vološina. V roce 1996 zde byla založena umělecká škola Lászla Gajdy. Je zde také gymnázium s internátem.

## Zdravotnictví
Na jihovýchodním okraji se nachází chustská okresní nemocnice, vystavěna byla na přelomu 60. a 70. let 20. století.

## Doprava

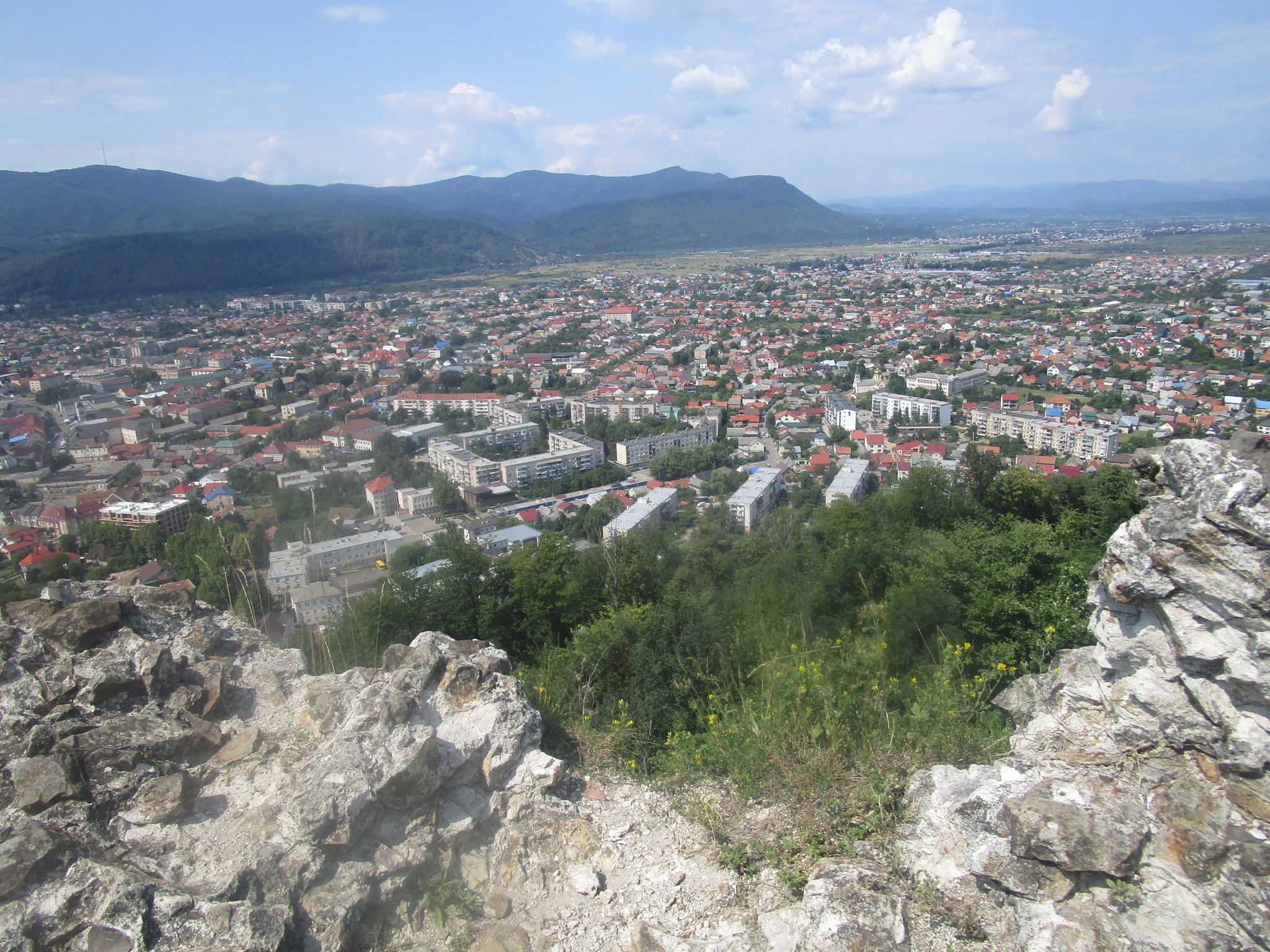
Pohled na město ze zámku.

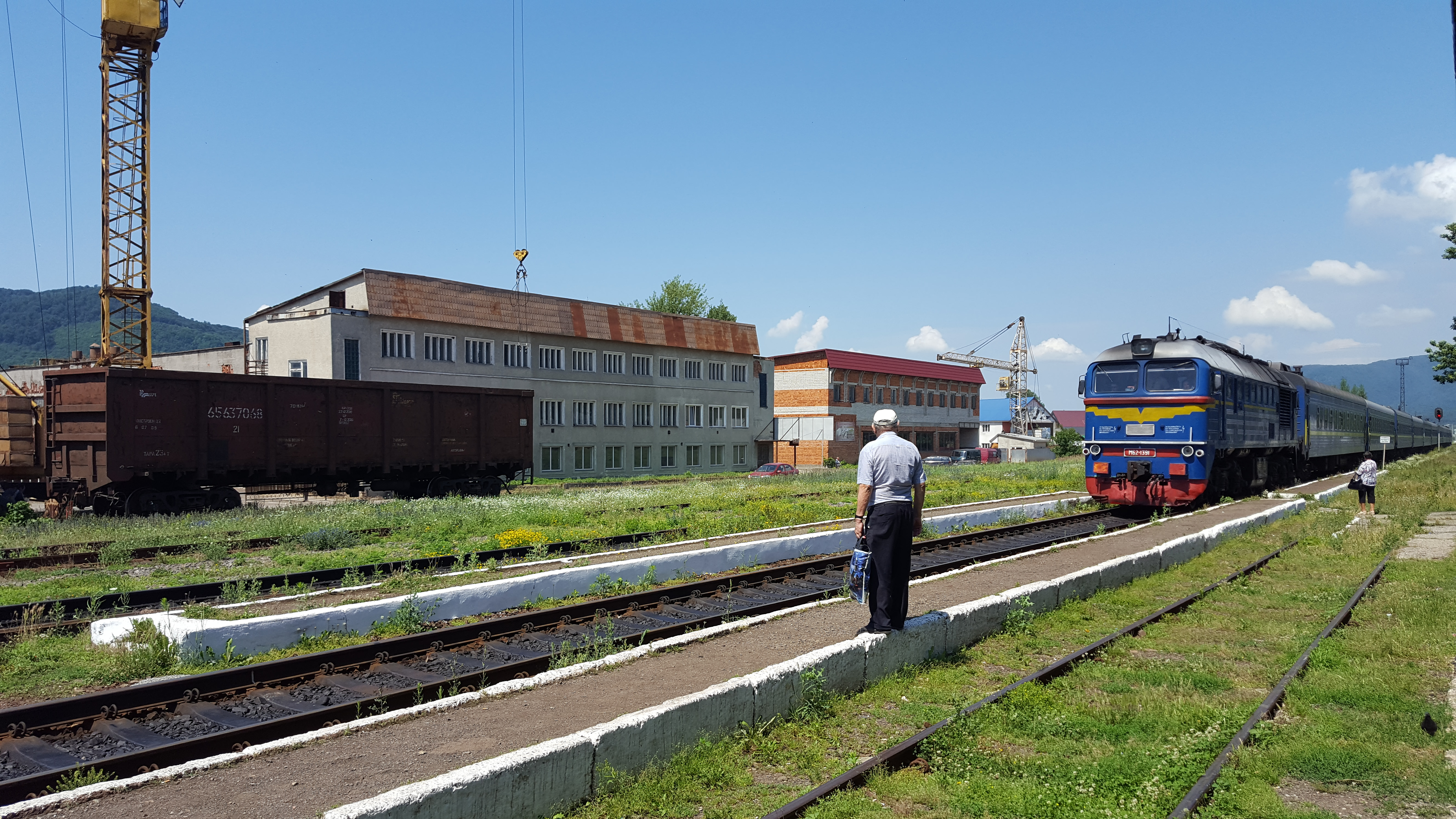
Nádraží.

Západovýchodním směrem ve směru toku řeky Tisy prochází Chustem i železniční trať z Králova nad Tisou (ukrajinsky Королево). V Chustu stojí celkem dvě nádraží, a to hlavní nádraží, které je umístěné jihovýchodně od centra města (u silnice směrem k Solotvynu) a potom Chust zastávka. Hlavní nádraží bylo v roce 2021 obnoveno. Autobusové nádraží je umístěné u hlavního železničního.
Ve stejném směru, jako železnice, vede také i hlavní silniční tah, který spojuje všechna významnější města Zakarpatské oblasti od západu na východ (H-09). Severně od města Chustu je veden silniční obchvat. Další významný silniční tah směřuje z Chustu na sever do obce Mižhirja a dále do Ivanofrankivské oblasti.

## Osobnosti

### Rodáci
- Jenő Benda (1882–1944), spisovatel a novinář
- György Endre (1848–1927), uherský politik
- István Gáthy, (1780–1859), zeměměřič
- Jaromír Hořec (1921–2009), český básník a publicista
- József Koller (1745–1832), církevní historik
- Antonín Moskalyk (1930–2006), český režisér
- Ernő Szép (1884–1953), maďarsko-židovský básník, spisovatel a novinář

### Další osobnosti
- Moše Šik (1807–1879), uherský rabín
- Augustin Vološin (1874–1945), politik, prezident Karpatské Ukrajiny
- Antonín Zeman (1851–1956), československý generál

## Partnerská města
Město Chust má tyto partnerská města:
- Lipany, Slovensko (2010)
- Snina, Slovensko (2008)
- Lesko, Polsko (2011)
- Chełm, Polsko (2011)
- Szirmabesenyő, Maďarsko (2017)
- Nyírbátor, Maďarsko (2012)
- Žďár nad Sázavou, Česko (2017)
- Sighetu Marmației, Rumunsko
- Komárom, Maďarsko (2018)